# 구수한 세상 누룽지
《구수한 세상 누룽지》는 2005년 5월 14일부터 2005년 10월 21일까지 방송되었던 교양 프로그램이었다.

## 현재 진행자
- 홍록기, 김현기, 전원주 (2005년 7월 8일 ~ 2005년 10월 21일)

## 역대 진행자
- 성세정, 박수림, 윤석주 (2005년 5월 14일 ~ 2005년 7월 2일)

## 방송 시간
| 방송 채널 | 방송 기간                         | 방송 시간                           |
| --------- | --------------------------------- | ----------------------------------- |
| KBS 2TV   | 2005년 5월 14일 ~ 2005년 7월 2일  | 매주 토요일 밤 10시 5분 ~ 11시 10분 |
| KBS 2TV   | 2005년 7월 8일 ~ 2005년 10월 21일 | 매주 금요일 저녁 7시 ~ 8시          |